# Brachytarsomys villosa
Brachytarsomys villosa là một loài động vật có vú trong họ Nesomyidae, bộ Gặm nhấm. Loài này được F. Petter mô tả năm 1962.

## Hình ảnh